# Uplands Park (Missouri)
Uplands Park est un village situé en banlieue de Saint-Louis dans le comté de Saint-Louis, dans le Missouri, aux États-Unis,. Il est incorporé en 1941.

## Démographie
Lors du recensement de 2010, le village comptait une population de 445 habitants. Elle est estimée, en 2016, à 443 habitants.

### Source de la traduction
- (en) Cet article est partiellement ou en totalité issu de l’article de Wikipédia en anglais intitulé « Uplands Park, Missouri » (voir la liste des auteurs).